# Swieringa's polder
De Swieringa's polder is een voormalig waterschap in de provincie Groningen.
De polder lag ten zuiden van Lellens en werd omsloten door de Borgweg, de Stadsweg, het Westerwijtwerdermaar en het Lellenstermaar.
Het bestaan van het waterschap wordt - al zegt hij het niet - door C.C. Geertsema betwijfeld, omdat hij in De Zeekeringen (...) meldt dat de polder enkel is ingetekend op de kaart van het waterschap Hunsingo en op de waterstaatskaart. Hij noemt alleen de locatie en dat de polder op via twee duikers uitmondt op het Westerwijtwerdermaar en via een op het Lellenstermaar. In 1910 (hetzelfde jaar als Geertsema's boek) kwam er alsnog een reglement.
Waterstaatkundig gezien ligt het gebied sinds 1995 binnen dat van het waterschap Noorderzijlvest.

## Naam
De Swieringa's polder moet overigens niet verward worden met de Swieringapolder.